# Kirby van der Merwe
Kirby van der Merwe (Paarl) is een Zuid-Afrikaans schrijver, dichter, schilder en beeldhouwer.

## Biografie
Kirby van der Merwe werd geboren in Paarl in de West Kaap ergens in de zestiger jaren. Hij bezocht de lagere en middelbare school in Paarl. Daarna volgde hij een opleiding tot onderwijzer. Al jong had hij veel belangstelling voor allerlei vormen van kunst, zoals schilderen, beeldhouwen en grafische vormgeving. Van der Merwe werkte als meubelmaker en journalist voordat hij begin negentiger jaren begon met het schrijven van gedichten. Deze verschenen o.a.  in Nuwe stemme 1 (1997) en in de bundel De Afrikaanse poëzie in 1000 en enige gedichten (1999), van Gerrit Komrij. Hij schreef ook korte verhalen, die o.a. verschenen in Die stukke wat ons sny (1999). In het tijdschrift Deus ex Machina no. 93 (2000) staat de vertaling van zijn korte verhaal Malmaison. Met het radiodrama Vis en vlees bereikte hij de finale.
In 1999 verscheen zijn eerste roman Klapperhaar slaap nie stil nie. Hoofdpersoon is  een jonge bruine vrouw die via onderwijs probeert te ontsnappen aan het armoedige leven op de Kaapse Vlakte, zonder haar familie van zich te vervreemden. 
Van der Merwe is nog steeds  zeer succesvol as kunstenaar en journalist. Met name met zijn achtergrondartikelen heeft hij een aantal prijzen in de wacht gesleept. Karretjiemense (2013), van Carol Campbell, is door hem uit het Engels in het Afrikaans vertaald. Kirby van der Merwe was in Nederland tijdens De Week van het Afrikaanse Boek, in sept. 2014.